# That's the way God planned it (single)
That's the way God planned it is een single van Billy Preston. Het is afkomstig van zijn vierde album met dezelfde titel. Muziekproducent was onder meer George Harrison van The Beatles, Billy Preston werd toen ook wel de vijfde Beatle genoemd.

## Hitnotering
De single haalde de 62e plaats in de Billboard Hot 100. In Engeland haalde het de 11e plaats in 10 weken notering. België had destijds nog geen officiële hitparade.

### Nederlandse Top 40
| Positie: | 38 | 23 | 17 | 27 | 33 | uit |

### NederlandseDaverende 30
| Positie: | 30 | 18 | 14 | 20 | 24 | uit |

### NPO Radio 2 Top 2000
That's the way God planned it stond alleen in 1999 in de NPO Radio 2 Top 2000, op plek 1985.